# Uguçon da Laodho
Uguçon da Laodho (Lodi?, ... - 1250, terminus post quem) va ser un poeta llombard. Sembla que descendia d'una família noble de Cremona, malgrat el nom pel qual se'l coneix faci pensar que fos de Lodi.

## Obra
L’única atribució certa d'aquest autor és el Libro de Uguçon de Laodho, un poema moralitzador compost abans del 1265 i escrit en koinè llombard-vènet. Parla sobre la creació del món, els dolors de l’infern i altres qüestions morals en 702 versos. Consta de dues partsː la primera és un laisse monorim de versos alexandrins i hendecasíl·labs, i la segona esta formada d'enneasíl·labs amb una rima bessona (AABB), el que ha portat a pensar en la hipòtesi que l’obra és el resultat d’una juxtaposició de dos poemes diferents. Alguns dels seus versos també van entrar, com a interpolacions, als Sermon de Pietro da Bescapè.
El contingut didàctic del poema du a pensar que Uguçon va escriure un text de propaganda religiosa aliè a l'Església catòlica i la seva figura ha estat vinculada als patarins o als valdesos.
El Liber Antichristi i la Contemplazione della morte són dues obres que han estat vinculades amb el seu nom.

### Fragment delLibro[4]
Avaricia en ’sto segolo abunda e desmesura,

 tradhiment et engano, avolteri e soçura:
çamai no fo la çente sì falsa ni sperçura,
qe de l’ovra de Deu unca no mete cura,
5   del magno Re de gloria qe sta sopra l’altura,
Quel per cui se mantien ognunca creatura.
Ben savì que ve dise la divina scritura:
tuti semo formadhi a la Soa figura.
Mai quel tegn eu per fole qe tropo s’asegura,
10   ni d’ensir dig pecadhi çà no vol aver cura.
Mo sì son percevù: poqi è q[u]ig qe là dura;
lo plusor de la çente vol autra caosa dura.
Qi pò aver dinari de livrar ad usura
e comprar de la terra, campi, vigna e closura,
15   Deu, como se percaça d’aver bona coltura,
e dis: "Aguan farai riqa semenadhura!"
Mai tal l’à semenar, no l’à veder madura.
Mo s’el se recordasse de la scarsa mesura
c’omo ven con la cana a far la sepoltura!
20   Quando è reversaa la fera guardatura,
la soperbia e ’l regoio ch’avëa oltra mesura
molto tost è gitaa entro la terra dura:
lo torsel è malvasio et à rëa voltura.
La muier e i parenti de grand vertù lo plura:
25   tal ie mena gran dol en la soa portadura,
s’el lo pò abandonar, asai poco n’à cura.
E l’anema dolentre à pres rëa pastura
entro l’infern ardente, en quela grand calura:
là no se trovarà bela cavalcadhura,
30   destrier ni palafren cum soaf ambladura,
né norbia vestimenta, né rica flibadhura,
palasio ni tor, ni negun’ armadhura.
Mai ben devria la çente aver molt grand paura
de la morte crudhel, negra, pessima e scura,
35   qe re ni emperador encontra lei no dura,
né principo ni dus qe sia d’alta natura.
L’apostolico de Roma non à quela ventura,
çà no lo defendrà né sorte né agura,
né la cristi[a]nitad ch’à tuta en soa rancura:

40   mai q[u]ig serà bïadhi ch’à vivre con mesura.